# Chechu Álava
Chechu Álava (Piedras Blancas, Asturias, España,1973) es una pintora española residente en París. Con proyección internacional, ha sido incluida en la publicación “100 Painters of Tomorrow”, de la editorial Thames & Hudson.

## Trayectoria
Su padre trabajó en la industria siderometarúrgica asturiana, y su madre era matrona. En 1995 se fue de Erasmus al Gerrit Rietveld Academie (Ámsterdam).Se licenció en Bellas Artes por la Universidad de Salamanca, en la promoción de 1991-1995.
Tras su licenciatura realizó múltiples exposiciones, tanto en solitario (como  "Pinturas y dibujos" en 1995 en la Casa Municipal de Cultura de Avilés; “La vida breve” en el 2004 en  Espacio Líquido Gallery de  Gijón; o “Souvenir”,  en Nueveochenta Gallery de  Bogotá,  Colombia y “Sisters”, en  Utopía Parkway Gallery de  Madrid, ambas en el 2013), como conjuntas con otros artistas, como su presencia en diferentes ediciones de ARCO International Art Fair, en  Espacio Líquido Gallery, de Madrid (entre ellas en 2014); “100 painters of tomorrow” en  Beers Contemporary Gallery de  Londres (2014); o JOBURG Art Fair en la  Smac Gallery de Johannesburg, Sudáfrica (2013).
La Muestra de Artes Plásticas de Asturias le permitió darse a conocer y ganó en el año 2008 el premio de pintura de la Junta General del Principado de Asturias. Su obra forma parte de museos nacionales como el Museo de Bellas Artes de Asturias, el Museo  del Ministerio de Cultura, la Junta General del Principado de Asturias, como de colecciones privadas en Holanda, Austria, México, Alemania, Portugal, Estados Unidos, Francia y España.
Su pintura es de base figurativa, con la mujer como protagonista, pero con gran carga onírica, que muestra la pintura como una incansable búsqueda de respuestas. En sus obras se puede ver una cierta evolución desde una obra más expresionistas (típica del año 2006) o una vuelta a  los maestros del pasado (que se deja ver con claridad en el año 2007). Los cuadros de este momento son  más elaborados, con delicadas veladuras, de paleta oscurecida, frente a la ocasional gestualidad de las anteriores obras. Los  temas son atemporales pese a estar llenos de impresiones personales, vivencias o recuerdos.
En sus retratos de mujeres puede sentirse la densidad de la nebulosa que acerca al espectador al aura de los retratados, muchos de ellos reconocibles para muchos. Son obras llenas de paz y tranquilidad, llenas la subjetividad de la artista.
En los primeros meses del 2020, Álava expuso en el Museo Nacional Thyssen-Bornemisza de Madrid. La muestra, titulada Rebeldes, consistió en una galería de retratos de mujeres artistas, intelectuales y escritoras como Hannah Arendt, Colette, Marga Gil Roësset, Niki de Saint Phalle o Lee Miller, entre otras. 